# Fronte delle Forze Socialiste
Il Fronte delle Forze Socialiste (in francese Front des Forces Socialistes- FFS; in berbero Tirni Iɣallen Inemlayen; in arabo جبهة القوى الاشتراكية‎?) è un partito politico algerino di orientamento socialdemocratico, secolarista e berberista fondato nel 1963 su iniziativa di Hocine Aït Ahmed.

## Risultati

### Assemblea popolare nazionale
| Elezione          | Voti       | %          | Seggi      |
| ----------------- | ---------- | ---------- | ---------- |
| Parlamentari 1997 | 527.848    | 5,03       | 19 / 380   |
| Parlamentari 2012 | 188.275    | 2,47       | 21 / 462   |
| Parlamentari 2017 | 152.663    | 2,37       | 14 / 462   |
| Parlamentari 2021 | Boicottate | Boicottate | Boicottate |

### Consiglio della Nazione
| Elezione         | Voti | % | Seggi   |
| ---------------- | ---- | - | ------- |
| Senatoriali 2018 |      |   | 4 / 144 |
| Senatoriali 2022 |      |   | 4 / 174 |